# Natuurpark Sierra de Hornachuelos

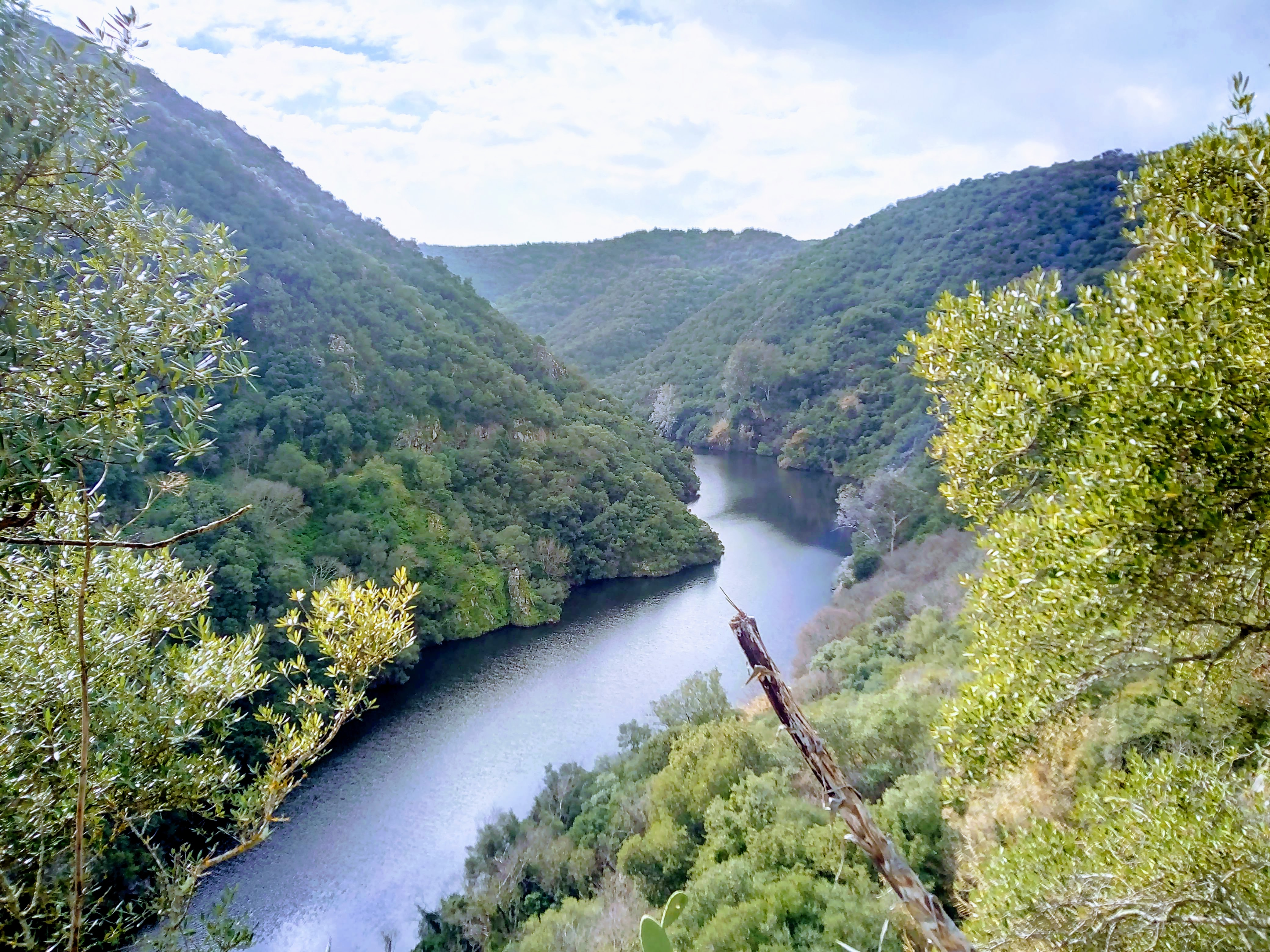

Het Natuurpark Sierra de Hornachuelos (Spaans: Parque natural de la Sierra de Hornachuelos) is een natuurpark in de Sierra Morena in Andalusië in Spanje. Het natuurpark werd opgericht in 1989 en is 60032 hectare groot. Het natuurpark omvat gebergtes, kloven, bossen van zwarte den. In het park komt steenarend, Spaanse keizerarend en zwarte ooievaar voor. 